# Parahepomadus vaubani
Parahepomadus vaubani är en kräftdjursart som beskrevs av Crosnier 1978. Parahepomadus vaubani ingår i släktet Parahepomadus och familjen Aristeidae. Inga underarter finns listade i Catalogue of Life.